# Yu-Gi-Oh! GX
Yu-Gi-Oh! GX (Originaltitel: Yu-Gi-Oh! Duel Monsters GX) är en fortsättning på den japanska serien Yu-Gi-Oh!. Den finns både som anime på TV och som manga. Det har även getts ut spel/samlarkort baserat på serien.

## Handling
Serien handlar om karaktären Jaden som får ett Winged Kuriboh-kort från Yugi Muto, den gamla Duel Monsters-kungen, när han är på väg till ett inträdesprov på Kaibas Duell-Akademi. Han lyckas komma in och får nya vänner, till exempel Syrus Truesdale, Alexis Rhodes med flera. Skolan är uppdelad i tre klasser: Obelisk Blå, Ra Gul och Slifer Röd. Obelisk Blå är det högsta man kan vara som elev, Ra Gul det näst högsta och Slifer Röd lägst. 
Här är vissa personers ranking på skolan:
- Jaden Yuki: Slifer Röd
- Alexis Rhodes: Obelisk Blå Elit
- Syrus Truesdale: Slifer Röd (Ra Gul i säsong 2 och 3, Blå i säsong 4)
- Bastion Misawa: Ra Gul
- Chazz Princeton: Obelisk Blå (blir Slifer under säsong 1, Obelisk Blå i säsong 4)
- Blair Flannigan: Slifer Röd (blir Obelisk Blå under säsong 4)
- Zane Truesdale: Obelisk Blå Elit (slutar efter säsong 1 men är kvar under seriens gång)
- Tyranno Hassleberry: Ra Gul
- Chumley Huffington: Slifer Röd Elit (slutar efter säsong 1 på skolan)
- Atticus Rhodes: Obelisk Blå Elit (har tagit Duell-examen men finns kvar i seriens gång)

### Säsong 1
I säsong 1 börjar Jaden Yuki (Yuki Judai) på Duellakademin. Det dyker upp många personer som sedan blir Jadens vänner, bland andra Alexis Rhodes (Tenjouin Asuka i originalet), Syrus Truesdale (Marufuji Sho) och Bastion Misawa (Misawa Daichi). Efter en duell mellan Jaden och Harrington Rosewood blir Jaden Alexis fästman. Under årets gång dyker det upp personer som kallas Skuggryttarna (de sju stjärnorna i originalet). De vill åt The Sacred Beasts (De är baserade på gudakorten som Yugi Muto har i sin lek). Det visar sig att Alexis försvunne bror Atticus (Tenjouin Fubuki) är en av dem och även historieläraren på skolan är en av dem. Historieprofessor Lyman Banner dör efter sin duell med Jaden. En duell mellan Jaden och Skuggryttarnas ledare Kagemaru äger rum och Jaden vinner tack vare en kombination av Elemental Hero Electrum och Banners kort Sabatiel, the Philosopher's Stone. Säsongen avslutas med en duell mellan Jaden och Zane Truesdale (Marufuji Ryu), skolans bästa duellant och Syrus storebror. Duellen slutar oavgjort efter att Jaden har använt trap-kortet Final Fusion och sprängt sönder både hans Elemental Hero Shining Flare Wingman och Zanes Cyber End Dragon.

### Säsong 2
Under säsong 2 slåss Jaden mot Sartorius (Takuma Saiou i originalet). Sartorius är besatt av en utomjording som vill att ljuset ska styra universum (i originalet försökte han förstöra Jorden). Jaden får en utökad kortlek med Neo-Spacians. Neo-Spacian är kort som Jaden själv gjort och med dem vinner han en tävling som Kaiba själv har sponsrat. Elemental Hero Neos, en helt ny Elemental Hero, försöker med Jadens hjälp återskapa balansen mellan ljuset och mörkret. Jaden får även en ny rival, Aster Phoenix (Edo Phoenix) som precis som Jaden spelar med Elemental Heroes men till skillnad från Jadens Neo-Spacians har Aster Destiny Heroes.

### Säsong 3
Under säsong 3 får Jaden nya vänner bland andra Jesse Anderson (Johan i originalet) som kommer från Norra Duellakademin (han är skandinav i originalversionen så han är antingen svensk, dansk eller norsk), Axel Brodie (Austin O'Brien), en elev från Västra Duellakademin, Adrian Gecko (Amon Garam) från Östra Duellakademin och Jim "Crocodile" Cook som kommer från Södra Duellakademin i Australien. Yubel, som en gång var Jadens kort, kommer tillbaka för att få hämnd mot vad Jaden gjorde mot henne och skickar Jaden och hans vänner in i en annan dimension. Både Jesse och Jaden blir antagonister under denna säsong. Jaden räddas av Axel från skuggorna, och sedan går Jaden emot Jesse som är besatt av Yubel. Yubel har låst in Jesses själ i Rainbow Dark Dragon-kortet som är en klon av den ursprungliga Rainbow Dragon.

### Säsong 4
I sista säsongen kommer Jaden tillbaka efter ha förenat sin själ med Yubels med Super Polymerization, kortet Jaden använde när han var ond i säsong 3. Under säsong 4 utvecklas även Alexis känslor för Jaden. Under året blir det en Tag Team-turnering. Jaden och Alexis blir ett av paren och vinner finalen mot Blair Flannigan (Saotome Rei i originalet) och Tyranno Hassleberry (Tyranno Kenzan). Alla karaktärer har inte utvecklats ett dugg sedan säsong 3, utom Jaden. Jaden är den som har förändrats mest av alla karaktärer. Han beter sig mer vuxen än det barn han var från början. Han duellerar mot Fujiwara, som var Zanes och Atticus bästa vän och som antogs vara försvunnen. Efter den slutgiltiga duellen mot Darkness, personen som hade kontroll över Atticus Rhodes i säsong 1 lämnar Jaden Kaibas Duellakademi och han duellerar sedan till slut mot den legendariska duellanten Yugi Muto. Det är jämnt mellan dem tills Yugi som nu är vuxen och låter och ser ut som Yami Yugi, får fram gudakortet Slifer the Sky Dragon och Jaden förlorar. Efter duellen ser man Jaden på en stig mitt i vildmarken. Den sedan länge döda professor Lyman Banner och hans katt Pharaoh dyker upp och ger Jaden ett papper där alla hans vänner från Duellakademin har skrivit något så att Jaden inte ska glömma dem, samt löften om att de kommer att träffas igen. Jaden börjar sedan att springa mot nya äventyr. Avsnittet och serien avslutas med den replik som har blivit Jadens signum: That's Game!!!.